# Мамадышский уезд
Мамады́шский уе́зд — административно-территориальная единица в составе Казанской губернии, существовавшая в 1781—1920 годах. Уездный город — Мамадыш.

## География
Уезд был расположен в северо-восточной части Казанской губернии. На севере уезд граничил с Малмыжским, на юге — с Чистопольским, на западе — с Казанским и Лаишевским, на юго-востоке — с Мензелинским, на востоке — с Елабужским уездами.

## История
Город Мамадыш и прилегающие к нему территории входили в состав Казанского уезда, в 1708 году был приписан к Казани, а в 1719 году — к Казанской провинции Казанской губернии. В 1781 году был образован Мамадышский уезд в составе Казанского наместничества, которое в 1796 году вновь стало называться губернией.
В 1920 году Мамадышский уезд был упразднён, а его территория вошла в состав Мамадышского кантона Татарской АССР.

## Административное деление
Мамадышский уезд делился на 3 стана и 19 волостей (1904 год).
- 1-й стан
  - Кабык-Куперская
  - Красногорская
  - Мало-Кирменская
  - Нижне-Сунская
  - Старо-Кумызанская
  - Троицко-Секинесьская
  - Благовещенско-Омарская
- 2-й стан
  - Абдинская
  - Букмышевская
  - Елышевская
  - Ново-Чурилинская
  - Сатышевская
  - Шеморбашская
- 3-й стан
  - Асан-Илгинская
  - Старо-Юмьинская
  - Ядыгерская
  - Лыябаш-Кляушская
  - Зюринская
  - Петропавловская

## Население
По данным переписи 1897 года в уезде проживало 189 795 чел. В том числе татары — 69,4 %, русские — 25,1 %, удмурты — 4,4 %, марийцы — 1,0 %. В уездном городе Мамадыше проживало 4195 чел.

## Известные уроженцы Мамадышского уезда
- Зимин, Дмитрий Логгинович (1867 — 1937) — учитель, эсер, депутат Государственной думы II созыва от Симбирской губернии, поминается как новомученик российский.
- Тимофеев, Василий Тимофеевич (1836—1895) — российский православный церковный деятель, миссионер, просветитель, педагог, первый кряшенский священник, заведующий Центральной крещёно-татарской школы.
- Сапожников, Леонид Степанович (1878— 1937) — профессор, первый ректор Сибирского ветеринарно-зоотехнического института, основоположник казанской и омской школ ветеринарной хирургии.